# Leiboabazov
Leiboabazov (del ruso: Лейбоабазов) es un jútor del raión de Shovgenovski en la república de Adiguesia de Rusia. Está situado en la orilla derecha del río Ulka, frente a Novorusov, 7 km al sudoeste de Jakurinojabl y 42 al norte de Maikop, la capital de la república. Tenía 100 habitantes en 2010.
Pertenece al municipio Zarióvskoye.